# 波号第二百二十二潜水艦
波号第二百二十二潜水艦（はごうだいにひゃくにじゅうにせんすいかん）は、日本海軍の未成潜水艦。波二百一型潜水艦の22番艦。戦後解体された。

## 艦歴
マル戦計画の潜水艦小、第4911号艦型の22番艦、仮称艦名第4932号艦として計画。1945年5月15日、川崎重工業泉州工場で起工。
6月7日、波号第二百二十二潜水艦と命名されて波二百一型潜水艦の20番艦に定められ、本籍を舞鶴鎮守府と仮定。
終戦時未成。8月17日、工事中止が発令され工程15%で工事中止。
1946年5月から6月にかけて、川崎重工業泉州工場で解体された。